# Lista de episódios de Westworld
A seguir se apresenta a lista de episódios de Westworld, uma série de televisão na qual apresenta Westworld, um parque temático tecnologicamente avançado que simula o Velho Oeste e é povoado por androides sintéticos apelidados de "anfitriões". Westworld é uma série de ficção científica, drama, faroeste e ficção filosófica transmitida no canal de televisão HBO nos Estados Unidos. Desenvolvida por Jonathan Nolan e Lisa Joy, Westworld é baseada no filme de mesmo nome, de Michael Crichton. O elenco principal da série é constituído por diversos atores. Eles são: Evan Rachel Wood, Thandie Newton, Jeffrey Wright, James Marsden, Ingrid Bolsø Berdal, Luke Hemsworth, Sidse Babett Knudsen, Simon Quarterman, Rodrigo Santoro, Angela Sarafyan, Shannon Woodward, Ed Harris, Anthony Hopkins, Ben Barnes, Clifton Collins Jr., Jimmi Simpson e Tessa Thompson, que respectivamente interpretam Dolores Abernathy, Maeve Millay, Bernard Lowe, Teddy Flood, Armistice, Ashley Stubbs, Theresa Cullen, Lee Sizemore, Hector Escaton, Clementine Pennyfeather, Elsie Hughes, "Homem de Preto", Robert Ford, Logan Delos, Lawrence / El Lazo, William e Charlotte Hale.
O primeiro episódio, "The Original", foi emitido na noite de 2 de outubro de 2016 e foi assistido por 1.96 milhões de telespectadores, um número ótimo para uma estreia de série. Os episódios seguintes também não decepcionaram a nível de audiência, o que garantiu a série uma renovação para uma segunda temporada. Um dos fatores que deram um ótimo reconhecimento para a série foi a ampla aclamação pela crítica especialista, uma vez que recebeu uma avaliação de 74/100 do site agregador de arte Metacritic.

## Resumo
| Temporada | Temporada | Título        | Episódios | Episódios | Originalmente exibido | Originalmente exibido |
| Temporada | Temporada | Título        | Episódios | Episódios | Estreia da temporada  | Final da temporada    |
| --------- | --------- | ------------- | --------- | --------- | --------------------- | --------------------- |
|           | 1         | The Maze      | 10        | 10        | 2 de outubro de 2016  | 4 de dezembro de 2016 |
|           | 2         | The Door      | 10        | 10        | 22 de abril de 2018   | 24 de junho de 2018   |
|           | 3         | The New World | 8         | 8         | 15 de março de 2020   | 3 de maio de 2020     |
|           | 4         | The Choice    | 8         | 8         | 26 de junho de 2022   | 14 de agosto de 2022  |

## Episódios

### 1.ª temporada:The Maze(2016)
| N.º na série | N.º na temp. | Título                                                     | Dirigido por         | Escrito por                                                                                         | Exibição original      | Audiência (milhões) |
| ------------ | ------------ | ---------------------------------------------------------- | -------------------- | --------------------------------------------------------------------------------------------------- | ---------------------- | ------------------- |
| 1            | 1            | "The Original" "(O Original)" (BR)                         | Jonathan Nolan       | História por : Jonathan Nolan & Lisa Joy e Michael Crichton Roteiro por : Jonathan Nolan & Lisa Joy | 2 de outubro de 2016   | 1.96                |
| 2            | 2            | "Chestnut" "(Castanha)" (BR)                               | Richard J. Lewis     | Jonathan Nolan & Lisa Joy                                                                           | 9 de outubro de 2016   | 1.50                |
| 3            | 3            | "The Stray" "(O Disperso)" (BR)                            | Neil Marshall        | Daniel T. Thomsen & Lisa Joy                                                                        | 16 de outubro de 2016  | 2.10                |
| 4            | 4            | "Dissonance Theory" "(A Teoria da Dissonância)" (BR)       | Vincenzo Natali      | Ed Brubaker & Jonathan Nolan                                                                        | 23 de outubro de 2016  | 1.70                |
| 5            | 5            | "Contrapasso" "(Contrapasso)" (BR)                         | Jonny Campbell       | História por : Dominic Mitchell & Lisa Joy Roteiro por : Lisa Joy                                   | 30 de outubro de 2016  | 1.49                |
| 6            | 6            | "The Adversary" "(O Adversário)" (BR)                      | Frederick E. O. Toye | Halley Gross & Jonathan Nolan                                                                       | 6 de novembro de 2016  | 1.64                |
| 7            | 7            | "Trompe L'Oeil" "(Trompe L'Oeil)" (BR)                     | Frederick E. O. Toye | Halley Gross & Jonathan Nolan                                                                       | 13 de novembro de 2016 | 1.75                |
| 8            | 8            | "Trace Decay" "(Decaimento do Vestígio)" (BR)              | Stephen Williams     | Charles Yu & Lisa Joy                                                                               | 20 de novembro de 2016 | 1.78                |
| 9            | 9            | "The Well-Tempered Clavier" "(O Cravo Bem-Temperado)" (BR) | Michelle MacLaren    | Dan Dietz & Katherine Lingenfelter                                                                  | 27 de novembro de 2016 | 2.09                |
| 10           | 10           | "The Bicameral Mind" "(A Mente Bicameral)" (BR)            | Jonathan Nolan       | Lisa Joy & Jonathan Nolan                                                                           | 4 de dezembro de 2016  | 2.24                |

### 2.ª temporada:The Door(2018)
| N.º na série | N.º na temp. | Título                                                  | Dirigido por        | Escrito por                      | Exibição original   | Audiência (milhões) |
| ------------ | ------------ | ------------------------------------------------------- | ------------------- | -------------------------------- | ------------------- | ------------------- |
| 11           | 1            | "Journey into Night" "(Jornada na Noite)" (BR)          | Richard J. Lewis    | Lisa Joy & Roberto Patino        | 22 de abril de 2018 | 2.06                |
| 12           | 2            | "Reunion" "(A Reunião)" (BR)                            | Vincenzo Natali     | Carly Wray & Jonathan Nolan      | 29 de abril de 2018 | 1.85                |
| 13           | 3            | "Virtù e Fortuna" "(Virtù e Fortuna)" (BR)              | Richard J. Lewis    | Roberto Patino & Ron Fitzgerald  | 6 de maio de 2018   | 1.63                |
| 14           | 4            | "The Riddle of the Sphinx" "(O Enigma da Esfinge)" (BR) | Lisa Joy            | Gina Atwater & Jonathan Nolan    | 13 de maio de 2018  | 1.59                |
| 15           | 5            | "Akane no Mai" "(Akane no Mai)" (BR)                    | Craig Zobel         | Dan Dietz                        | 20 de maio de 2018  | 1.55                |
| 16           | 6            | "Phase Space" "(Espaço Fásico)" (BR)                    | Tarik Saleh         | Carly Wray                       | 27 de maio de 2018  | 1.11                |
| 17           | 7            | "Les Écorchés" "(Les Écorchés)" (BR)                    | Nicole Kassell      | Jordan Goldberg & Ron Fitzgerald | 3 de junho de 2018  | 1.39                |
| 18           | 8            | "Kiksuya" "(Kiksuya)" (BR)                              | Uta Briesewitz      | Carly Wray & Dan Dietz           | 10 de junho de 2018 | 1.44                |
| 19           | 9            | "Vanishing Point" "(Ponto de Fuga)" (BR)                | Stephen Williams    | Roberto Patino                   | 17 de junho de 2018 | 1.56                |
| 20           | 10           | "The Passenger" "(O Passageiro)" (BR)                   | Frederick E.O. Toye | Jonathan Nolan & Lisa Joy        | 24 de junho de 2018 | 1.56                |

### 3.ª temporada:The New World(2020)
| N.º na série | N.º na temp. | Título                                              | Dirigido por       | Escrito por                    | Exibição original   | Audiência (milhões) |
| ------------ | ------------ | --------------------------------------------------- | ------------------ | ------------------------------ | ------------------- | ------------------- |
| 21           | 1            | "Parce Domine" "(Parce Domine)" (BR)                | Jonathan Nolan     | Lisa Joy & Jonathan Nolan      | 15 de março de 2020 | 0.90                |
| 22           | 2            | "The Winter Line" "(A Linha de Inverno)" (BR)       | Richard J. Lewis   | Matthew Pitts & Lisa Joy       | 22 de março de 2020 | 0.78                |
| 23           | 3            | "The Absence of Field" "(A Ausência de Campo)" (BR) | Amanda Marsalis    | Denise Thé                     | 29 de março de 2020 | 0.80                |
| 24           | 4            | "The Mother of Exiles" "(A Mãe dos Exilados)" (BR)  | Paul Cameron       | Jordan Goldberg & Lisa Joy     | 5 de abril de 2020  | 0.78                |
| 25           | 5            | "Genre" "(Gênero)" (BR)                             | Anna Foerster      | Karrie Crouse & Jonathan Nolan | 12 de abril de 2020 | 0.77                |
| 26           | 6            | "Decoherence" "(Decoerência)" (BR)                  | Jennifer Getzinger | Suzanne Wrubel & Lisa Joy      | 19 de abril de 2020 | 0.77                |
| 27           | 7            | "Passed Pawn" "(Peão Passado)" (BR)                 | Helen Shaver       | Gina Atwater                   | 26 de abril de 2020 | 0.81                |
| 28           | 8            | "Crisis Theory" "(Teoria da Crise)" (BR)            | Jennifer Getzinger | Denise Thé & Jonathan Nolan    | 3 de maio de 2020   | 0.89                |